# Bonnet (Segel)
Ein Bonnet ist eine Tuchbahn, die zur Vergrößerung der Segelfläche eines Rahsegels verwendet wird. Dieser Tuchstreifen wird am Unterliek der Rahsegel angeknüpft und gegebenenfalls bei Starkwind wieder entfernt.
Das Bonnet dient bei einzelnen Fahrzeugtypen als ein besonders großes Vorsegel, das dem Genuasegel gleicht und ähnlich wie das Fock-Segel quer zur Schiffsachse ausgelegt werden kann.

## Funktion
Das Bonnet-Segel findet besonders in Regatten Anwendung. Mit ihm ist es möglich, die maximale Geschwindigkeit am Wind zu erreichen.